# L'Île fantastique
L'Île fantastique (Fantasy Island) est une série télévisée américaine créée par Gene Levitt, dont un pilote de 90 minutes diffusé le 14 janvier 1977 et sept saisons, comportant au total 154 épisodes de 47 minutes, diffusées entre le 20 janvier 1978 et le 19 mai 1984 sur le réseau ABC.
En France la série a été diffusée à partir du 23 septembre 1979 sur TF1, au Québec à partir du 9 septembre 1984 sur le réseau TVA et rediffusée en Belgique à partir du 28 février 2012 sur La Une.

## Synopsis
Sur une île paradisiaque, n'importe quel rêve et désir peuvent se réaliser. L'hôte de cette île fantastique est M. Roarke qu'épaule son fidèle assistant, le nain Tattoo, afin d'exaucer les vœux les plus faramineux de ses invités.

## Distribution
- Ricardo Montalbán (VF : Albert Augier puis Pierre Hatet) : M. Roarke
- Hervé Villechaize (VF : Pierre Trabaud puis Jean-Loup Horwitz) : Tattoo (saisons 1 à 6)
- Wendy Schaal : Julie (saison 5, invitée saison 4)
- Christopher Hewett (en) (VF : Jean-Claude Balard) : Lawrence (saison 7)

 Source et légende : version française (VF) sur RS Doublage

## Épisodes

### Pilote (1977)
1. L’Île fantastique (Pilot) - 90 minutes

### Première saison (1978)
1. Retour à L’Île fantastique (Return to Fantasy Island) - 90 minutes
2. L’Évasion / Cendrillon (Escape / Cinderella Girls)
3. Le Joueur / L’Amoureux alias L’Amoureux / L’Irrésistible (Bet a Million / Mr Irresistible)
4. Le Prince / Le Shérif (The Prince / The Sheriff)
5. Le Vaudou / Le Piège (Family Reunion / Voodoo)
6. Le Pilote / La Belle de nuit (Lady of the Evening / The Racer)
7. Le Concours / La Chasse au trésor (Treasure Hunt / Beauty Contest)
8. Butch et le Kid / La Danseuse (The Funny Girl / Butch and Sundance)
9. Baseball / Salem (Superstar / Salem)
10. Le Privé / Le Timide (Trouble, My Lovely / The Common Man)
11. Le Dossier / La Vedette (The Over the Hill Caper / Poof ! You’re a Movie Star)
12. La Réunion / L’Anniversaire (Reunion / Anniversary)
13. Le Roi du jour / La Famille (King for a Day / Instant Family)
14. Le Client / Le Bonheur (Fool for a Client / Double Your Pleasure)
15. Le Hasard / La Chanson (Call Me Lucky / Torch Singer)

### Deuxième saison (1978-1979)
1. Bienvenue / Le Scheik (The Sheik / The Homecoming)
2. Le Grand Saut / Le Pirate (Big Dipper / The Pirate)
3. Les Joies de la plage / Le Gagnant (The Beachcomber / The Last Whodunit)
4. Le Séducteur / L'Espoir (Best Seller / The Tomb)
5. Le Mariage / Le Voleur (I Want to Get Married / The Jewel Thief)
6. Jeux dangereux / La Reine de Boston (War Games / The Queen of the Boston Bruisers)
7. Comme au bon vieux temps / Cauchemar / Le Tigre (Let the Goodtimes Roll / Nightmare / The Tiger)
8. Le Retour / L'homme fort (The Return / The Toughest Man Alive)
9. Le Rendez-vous / Monsieur Tattoo (The Appointment / Mr Tattoo)
10. Le Grand Oiseau jaune / La Femme perdue (The Flight of the Great Yellow Bird / The Island of Lost Women)
11. Carnaval / Le Vaudeville (Carnival / The Vaudevillians)
12. Charlie / Stalag 3 (Charlie's Cherubs / Stalag 3)
13. Pleine lune / Le Vampire (Vampire / The Lady and the Longhorn)
14. La Séance / Le Trésor (Seance / Treasure)
15. Cowboy / La Deuxième Épouse (Cowboy / The Second Mrs Winslow)
16. Photographies / Poker (Photographs / Royal Flush)
17. Clin d'œil / Le Boxeur (Stripper / Boxer)
18. Malédiction / Le Directeur de casting / La Petite Balle (Pentagram / A Little Ball / Casting Director)
19. Ironie / La Chasse (Spending Spree / The Hunted)
20. L'Anniversaire / Le Fantôme (Birthday Party / Ghostbreaker)
21. Un amour de jeunesse / La Fontaine de jouvence (Yesterday's Love / Fountain of Youth)
22. Distraction / Les heures d'or (The Comic / The Golden Hour)
23. Cornelius / Le choix (Cornelius and Alfonse / The Choice)
24. Bowling / Le spectacle (Bowling / Command Performance)
25. Parc d'attraction / La Vedette de rock (Amusement Park / Rock Stars)

### Troisième saison (1979-1980)
1. Le Tireur / Le Nageur (Hit Man / The Swimmer)
2. Le Cascadeur / L'Illusion (Goose for the Gander / The Stuntman)
3. Tatoo, dieu de l'amour / Les Fleurs (Tattoo: the Love God / Magnolia Blossoms)
4. Le Bébé / Le Marathon (The Baby / Marathon)
5. Le Patron / La Bande (Chain Gang / The Boss)
6. Le Baron / Toujours jeune (Red Baron / Young at Heart)
7. Le Mariage (The Wedding)
8. Le Bricoleur / L'amour de Tattoo (Tattoo's Romance / Handy Man)
9. La Danseuse / L'Absence (Nobody's There / The Dancer)
10. Classe 69 / Le Mystère (The Pug / Class of '69)
11. La Sirène / La Victime (The Victim / The Mermaid)
12. Les Majorettes / L'Escroquerie (Cheerleaders / Marooned)
13. L'Inventeur / Le Revers de la médaille (The Inventor / On the Other Side)
14. Le Divertissement / Le Vin (Look-Alikes / Winemaker)
15. Une liaison / Elisabeth (Unholy Wedlock / Elizabeth)
16. Voyage dans le temps / Soir de terreur (Rogues to Riches / Stark Terror)
17. Revanche féministe / Commando spécial (Playgirl / Smith's Valhalla)
18. Aphrodite / Dr Jeckyll et miss Hyde (Aphrodite / Dr Jeckyll and Miss Hyde)
19. Jeunesse retrouvée / Prémonitions fatales (Swinger / Terrors of the Mind)
20. Nona / Au temps des dinosaures (Nona / One Million B.C.)
21. L'Homme de la jungle / Mary Ann et Mlle Valerie (Mary Ann and Miss Sophisticate / Jungle Man)
22. La Reine Cléopâtre / Télékinésie (My Fair Pharaoh / The Power)
23. Eagleman / Les Enfants de Mentu (The Eagleman / The Children of Menta)

### Quatrième saison (1980-1981)
1. Le Diable contre monsieur Roarke / La Lampe merveilleurse (The Devil and Mandy Breem / The Millionaire)
2. Le Fils de son père / Un amour de sirène (The Mermaid Returns / The Flying Aces)
3. Les Patins magiques / Concerto inachevé / Dernière course (Skater's Edge / Concerto of Death / The Last Great Race)
4. Don Quichotte / Le Sexe symbole (The Sex Symbol / Don Quixote)
5. La Palais du plaisir / Ce Cher Docteur (The Love Doctor / Pleasure Palace)
6. Bien affectueusement, Jack l'Éventreur / Le Gigolo (With Affection, Jack the Ripper / Gigolo)
7. La Femme invisible / Duo sur trapèze (Snow Bird / The Invisible Woman)
8. Crescendo / Trois plumes blanches (Crescendo / Three Feathers)
9. Amour toujours / Le Sanctuaire (Sanctuary / My Late Lover)
10. La Grande Vie / Revanche (Reprisal / High Off the Hog)
11. L'Artiste et la Dame / L'Amour d'une mère (Elizabeth's Baby / The Artist and the Lady)
12. L'Héroïne / Le Trophée (The Heroine / The Warrior)
13. Règlements de comptes à retardement / La Femme la plus désirable (The Man from Yesterday / The World's Most Desirable Woman)
14. Le Château / Un élixir convoité (The Chateau / White Lightning)
15. Expérience amoureuse / Chassez le passé, il revient au galop (Loving Strangers / Something Borrowed, Something Blue)
16. Rêve de danseuse / Un parieur invétéré (Chorus Girl / Surrogate Father)
17. Une course épique / Portrait de Solange (Portrait of Solange / Also Rans)
18. Retrouvailles / Nos plus belles années (The Searcher / The Way We Weren't)
19. Milliardaire d'un jour / Expérimentation (The Experiment / The Proxy Billionaire)
20. Delphine / L'Indestructible (Delphine / The Unkillable)
21. Le Triangle du diable / Pour l'amour du jazz (Basin Street / The Devil's Triangle)
22. Le Traquenard / Lady Godiva (Hard Knocks / Lady Godiva)
23. Loup-garou / La Taverne de l'île (Man-Beast / Ole Island Oprey)
24. L'Anniversaire de Paquito / Conseillère technique (Paquito's Birthday / Technical Advisor)

### Cinquième saison (1981-1982)
1. Dessine-moi un héros / Balle de match (Show Me a Hero / Slam Dunk)
2. Le diable, Julie et M. Roarke (The Devil and Mr Roarke / Ziegfeld Girls / Kid Corey Rides Again)
3. Cyrano / Apprenti magicien (Cyrano / The Magician)
4. Le Dernier Monstre / Madame et son monstre (The Lady and the Monster / The Last Cowboy)
5. L'Homme le plus fort du monde / La Liberatora (La Liberatora / The World's Strongest Man)
6. Druides / Week-end mouvementé au harem (A Night in the Harem / Druids)
7. Un parfait mari sur mesure / La Montagne en feu (The Perfect Husband / Volcano)
8. Lillian Russell / La Sérénade du lagon (Lillian Russell / The Lagoon)
9. Romance en trois temps / La Maison de toutes les angoisses (Night of the Tormented Soul / Romance Times Three)
10. Le Sacrifice / Les affaires sont les affaires (A Very Strange Affair / The Sailor)
11. Mannequins animés / Les Hauts de Hurlevent (House of Dolls / Wuthering Heights)
12. L'appareil photo magique / Mata Hari / Valerie (The Magic Camera / Mata Hari / Valerie)
13. Le Roi Arthur dans le monde de M. Roarke / Jeux d'ombre (King Arthur in Mr Roarke's Court / Shadow Games)
14. Le Père de la mariée / La Pierre à sifflet (Daddy's Little Girl / The Whistle)
15. Une femme contre M. Roarke / Sauvons Sherlock Holmes ! (Save Sherlock Holmes / The Case Against Mr Roarke)
16. Le Challenge / Mon génie bien-aimé (The Challenge / A Genie Named Joe)
17. Ma famille de spectacle / Alliances pour la vie (Funny Man / Tattoo, The Matchmaker)
18. Dans la ligne de mire / Douce Suzie Swann (Sitting Duck / Sweet Suzi Swann)
19. Un visage d'ange / Portrait de Céleste (A Face of Love / Image of Celeste)
20. Ne m'oubliez-pas / L'Ultime Compétition (Forget-Me-Not / The Quiz Masters)
21. Un pari risqué / Nancy et les Thunderbirds (Nancy and the Thunderbirds / The Big Bet)
22. Le Manoir de Blackmore / Chasseur de primes (The Ghost's Story / The Spoilers)

### Sixième saison (1982-1983)
1. La Malédiction des Moreau / Merci patronne (My Man Friday / Curse of the Moreaus)
2. Rêve de danseuse / Le Dernier Round (Dancing Lady / The Final Round)
3. De parfaits gentlemen / Légende (The Perfect Gentleman / Legend)
4. Lune de miel angélique / Aventures sur le Mississippi (The Angel's Triangle / Natchez Bound)
5. Une chanson pour Mickey Gilley / La Fortune ou la Mort (Everybody Goes to Gilley's / Face of Fire)
6. Une ravissante sceptique / L'Ultime combat (Beautiful Skeptic / Lost Platoon)
7. Les belles du roller derby / Qui veut un million de dollars ? (Roller Derby Dolls / Thanks a Million)
8. Tout ce qui brille / Dieu merci, je suis une campagnarde (The Kleptomaniac / Thank God, I'm a Country Girl)
9. Indomptable Marietta / Le Meilleur Ami d'Ambrose (Naughty Marietta / The Winning Ticket)
10. L'Évasion / Le ruban bleu (Candy Kisses / Operation Breakout)
11. Chansons à succès / Les Jeux de l'amour (The Songwriter / Queen of the Soaps)
12. L'Inquiétant musée de cire / De Shakespeare... en pire (The Tallowed Image / Room and Bard)
13. L'Ultime Danse / Qu'on leur donne des gâteaux (Midnight Waltz / Let Them Eat Cake)
14. La Revanche aux deux visages / Une fille encombrante (Revenge of the Forgotten / Charo)
15. Balade musicale au Cotton Club / Trois vieilles amies, trois ennemies (Return to the Cotton Club / No Friends Like Old Friends)
16. Éternelle jeunesse / Fan de... Burt Hunter (A Date With Burt / Eternal Flame)
17. Le Roi du burlesque / Jeu, set et mort (Death Games / King of Burlesque)
18. Le Village maudit / L'Amour sorcier (Touch and Go / The Devil Stick)
19. Edward / L'Extraordianire super Melanie (Edward / The Extraordinary Miss Jones)
20. Qui comprend quelque chose aux enfants / L'Île des horreurs (What's the Matter with Kids ? / Island of Horrors)
21. Souvenirs, souvenirs... (Remember… When ?)
22. L'Île de l'amour / Sœurs en danger (Love Island / The Sisters)

### Septième saison (1983-1984)
1. Voulez-vous m'épouser ? / Un amoureux de remplacement (The Other Man- Mr Roarke / Forbidden Love)
2. Le Monde à l'envers / Une femme de grande vertu (The Big Switch / Hooker's Holiday)
3. Fantasmes d'infirmières (Nurses Night Out)
4. Que Dieu m'explique / Le rideau tombe (God Child / Curtain Call)
5. Un énorme sacrifice / Romance pour majordome (The Butler's Affair / Rourke's Sacrifice)
6. Coup de foudre à retardement / Triangle amoureux (Three's a Crowd / Second Time Around)
7. Pour le meilleur et pour le pire / Le Cirque du pélican (The Wedding Picture / Castaways)
8. Un candidat presque idéal / Notre maman est une séductrice (Random Choices / My Mother, the Swinger)
9. Un concours de beauté irréprochable / Deux enfants oubliés (Saturday's Child / The Fantasy Island Girl)
10. Retour aux sources / Ambitieuse Bryana (Goin' On Home / Ambitious Lady)
11. L'Impitoyable Monde du jouet / La Belle Vie (Sweet Life / Games People Play)
12. Quelques choix de carrière / Pour l'amour du risque (To Fly with Eagles / The High Cost of Living)
13. Femmes au choix / Amour, quand tu nous tiens (Lady's Choice / Skin Deep)
14. Une femme d'exception / Les Préférés de Mme Brandell (Lady of the House / Mrs Bartlett's Favorites)
15. Sombre secret / Timide et outrageux M. Smith (Dark Secret / The Outrageous Mr Smith)
16. Bébé sur demande / Le Grand Affrontement (Sing Melancholy Baby / The Last Dogfight)
17. Réveil amoureux / Quel imposteur ! (The Awakening of Love / The Impostor)
18. Histoire d'amour pour sirène / Un fauteuil pour deux (The Mermaid and the Matchmaker / The Obsolete Man)
19. Un de perdu, un de retrouvé / La Folle Chevauchée de Dick Turpin (Lost and Found / Dick Turpin's Last Ride)
20. La dernière passion de Don Juan / Le grand jeu (Don Juan's Last Affair / Final Adieu)
21. Entrez dans la danse avec Bojangles / Belles et intelligentes (Bojangles and the Dancer / Deuces Are Wild)
22. Mère par procuration (Surrogate Mother / Ideal Woman)

## M.Roarke
On en sait fort peu sur l'homme connu sous le nom de M. Roarke, même pas s'il s'agit de son prénom ou de son nom de famille. Bien que la plupart des invités parlent de lui comme de « M. » Roarke, beaucoup de gens qui lui sont proches, y compris d'anciennes maîtresses, disent seulement « Roarke », ce qui laisserait à penser qu'il pourrait ne pas avoir d'autres noms. Il est le seul propriétaire de Fantasy Island.
Sur son âge réel règne un mystère complet. Dans le film pilote, il commente la façon dont les invités qui viennent sur son île sont « si mortels », et certains indices tout au long de la série suggèrent qu'il pourrait être immortel. Dans « Elizabeth » apparaît une femme qui appartient au passé de Roarke, mais on nous révèle qu'elle est morte il y a plus de trois cents ans. Un autre épisode laisse même entendre qu'il a été jadis un intime de Cléopâtre. Vieux comme il est, Roarke en est venu à connaître beaucoup d'êtres apparemment immortels pendant le temps qu'il a passé sur Terre, y compris des fantômes (« The Ghost's Story »), un génie (« A Genie Named Jo »), la sirène Nyah (« The Mermaid », « The Mermaid Returns », « The Mermaid and the Matchmaker »), la déesse Aphrodite (« Aphrodite »), et même Uriel, l'ange de la mort (« The Angel's Triangle »). Dans deux épisodes (« The Devil and Mandy Breems », « The Devil and Mr Roarke »), Roarke va jusqu'à affronter le diable (joué par Roddy McDowall), venu sur l'île pour le défier, soit pour l'âme immortelle d'un invité soit pour la sienne. On dit en passant que ce n'est pas la première fois qu'ils se sont confrontés et que c'est M. Roarke qui a toujours été le vainqueur. Dans le deuxième épisode, le diable était lui-même un des invités de l'île, soutenant qu'il n'était là que pour se détendre et qu'à ce moment-là il ne portait aucun intérêt à l'âme de Roarke. Cependant, cela s'est avéré être encore une ruse de plus.
Malgré son code moral exigeant, Roarke avait toujours pitié des autres. Le plus souvent il essayait de donner à ses invités des leçons de vie importantes par l'intermédiaire de ce qu’ils imaginaient, souvent d’une manière qui leur exposait les erreurs de leur comportement, et dans les occasions où l’île accueillait des malades en phase terminale il leur permettait de vivre un dernier souhait. Ce que Roarke imaginait n'était pas sans péril, mais le plus grand danger venait habituellement des invités eux-mêmes : dans quelques cas, effectivement, certains se faisaient tuer en raison de leur propre négligence, de leur agressivité ou de leur arrogance. Si nécessaire, Roarke intervenait directement quand l'imagination devenait dangereuse pour l'invité. Par exemple, quand Tattoo avait reçu comme cadeau d'anniversaire un fantasme de son choix dont la conclusion était qu’il se voyait pourchassé par des indigènes hostiles à bord de canoës, M. Roarke était apparu soudain dans un canot automobile, avait agrippé le canoë de Tattoo avec un crochet et l'avait remorqué au loin à toute vitesse pour aider son employé à s'échapper. À quelques exceptions près, Roarke expliquait toujours nettement qu'il ne pouvait rien pour arrêter un fantasme une fois qu'il avait commencé, et que les invités devaient le vivre jusqu’au bout.
Dans le film pilote, Roarke était en réalité un personnage plutôt sinistre, mais une fois commencée la production de la série, il a été dépeint comme plus bienveillant.
Dans des saisons postérieures, il est souvent présenté avec des traits surnaturels. On a l’impression qu’il avait d’une certaine façon ses propres pouvoirs surnaturels (appelés « cadeau du McNabs » dans « Delphine »), bien qu'il n'ait été jamais expliqué comment cela avait pu se produire. Dans un épisode, quand un invité dit « Dieu merci, les choses ont bien marché », Roarke et Tattoo échangent un regard très étrange et Roarke dit d'une manière énigmatique : « Dieu merci, en effet ». Dans le même épisode, Roarke emploie quelques pouvoirs mystérieux pour aider Tattoo avec un geste magique. Dans des interviews, l'acteur Ricardo Montalban a soutenu qu'il avait à l'esprit une opinion bien arrêtée concernant le mystère de M. Roarke, et comment ce dernier réalisait ses imaginations, mais qu’il ne dirait jamais en public ce que c’était.

## Commentaires

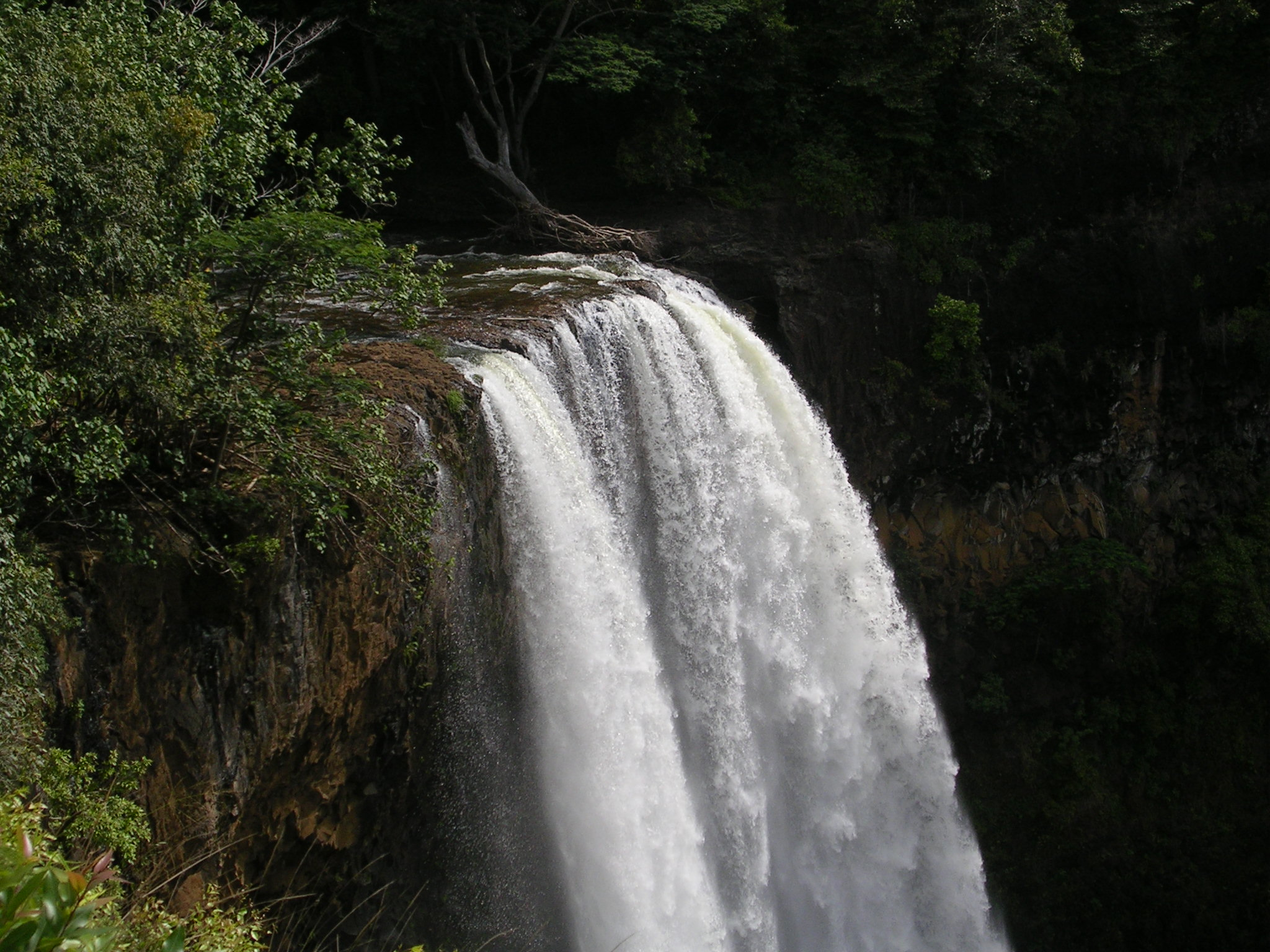
Les chutes de Wailua, dans l'île de Kauai (Hawaï), présentes au générique de L'Île fantastique.

- Les épisodes ont tous une structure commune : deux histoires indépendantes s'y déroulent en parallèle, sous la surveillance discrète de monsieur Roarke, aidé de Tattoo, tous deux toujours habillés d'impeccables smokings blancs.
- Même si la première image du générique montre l'île de Kauai à Hawaï, les scènes extérieures furent tournées dans le Jardin Botanique et Arboretum d'Arcadia de Los Angeles.
- Les situations présentées sont fort variables, allant de la simple romance au retour dans le passé (on y rencontre Jack l'Éventreur), avec, dans l'ensemble, une ambiance bon enfant teintée parfois de passages plus sombres (vampirisme, lycanthropie, etc.).
- À la fin de la saison 6, Hervé Villechaize a quitté la série, renvoyé par les producteurs parce qu'il demandait un salaire égal à celui de son partenaire Ricardo Montalbán. Il a plus tard été remplacé au générique par Christopher Hewett jouant Lawrence. Le départ du personnage a précipité la fin de L’Île fantastique, qui s’est arrêtée l’année suivante[3].
- De nombreuses vedettes du petit et du grand écran ont fait des apparitions sur l’île. Parmi elles : Red Buttons, Rory Calhoun, Jane Powell, Stuart Whitman et Greg Morris (Mission impossible)[3]. Heather O'Rourke y a fait sa toute première apparition dans une fiction, entre ses débuts dans des spots de pubs et le tournage de Poltergeist, dans l'épisode L'Artiste et la dame / l'Amour d'une mère.

## Distinctions

### Nominations
La série a été nommée pour six Emmy Awards, un Golden Globe Award et un Young Artist Award.

## Univers étendu

### Recréation de 1998
En 1998 ABC lance une recréation de la série. Malcolm McDowell y reprend le rôle de Mr Roarke à la place de Ricardo Montalbán et Mädchen Amick interprète Ariel, son bras droit, le personnage de Tattoo n'existant pas dans cette version. Contrairement à la série originale, l'aspect surnaturel de Roarke et de l'île est clairement souligné dès le début. Cette nouvelle version se tourne également vers un humour plus noir. Le tournage s'est également déplacé à Hawaï. Comme la série originale, chaque épisode se concentrait sur un ou deux invités de Roarke mais contenait en plus une sous-intrigue sur les membres de l'équipe de l'île. 
Cette recréation ne rencontre pas son public et est annulée après une seule saison de treize épisodes.

### Adaptation cinématographique
En 2020, une adaptation cinématographique de la série sort au cinéma. Produite par Jason Blum et le studio Columbia Pictures, cette adaptation ré-invente le concept de la série avec une approche horrifique. Michael Pena y interprète le rôle de Mr Roarke. Intitulé Nightmare Island en France, le film est réalisé par Jeff Wadlow. Il reçoit des critiques majoritairement négatives mais connait un certain succès au box-office.
Il est nommé quatre fois à la 41e cérémonie des Razzie Awards, dont une nomination dans la catégorie du Pire film.

### Suite de 2021
En 2021, le réseau Fox lance une suite de la série originale avec Roselyn Sánchez dans le rôle d'Elena Roarke, la petite-nièce de M. Roarke.